# Sherman Oaks
Sherman Oaks is een district in de regio San Fernando Valley van Los Angeles in de Amerikaanse staat Californië. In tegenstelling tot de rest van de vallei is dit gebied relatief gezien dichtbewoond, met ook wolkenkrabbers. Het gebied is een hub voor regionaal transport, bedrijfsleven en winkelcentra.

## Geografie
De grenzen van Sherman Oaks zijn grofweg te trekken door Studio City en North Hollywood in het oosten, Van Nuys in het noorden, Encino in het westen en Bel Air en Beverly Hills in het zuiden.
Sherman Oaks ligt langs de Los Angeles-rivier, de Ventura en San Diego snelweg, Beverly Glen Boulevard en Sepulveda Boulevard.

## Bevolking
Naar metingen uit 2000 en volgens de San Fernando Valley Almanak, heeft Sherman Oaks een populatie van 52.677 mensen en 25.255 huishoudens. De etnische verdeling is als volgt: 3 procent is Afro-Amerikaans, 5 procent is Aziatisch-Amerikaans, 11 procent is Latino en 82 procent is blank. De gemiddelde woningprijs (gemeten in augustus 2007) is 975.000 dollar.

## Economie
Veel financiële ondernemingen, zoals banken en makelaardijen zijn in de omgeving gevestigd.

## Onderwijs
Sherman Oaks heeft veel basisscholen en middelbare scholen. Ook zijn er campussen van verschillende universiteiten te vinden.

## Cultuur
Sherman Oaks is een buurt met veel kledingzaken en heeft veel imposante huizen en dure, befaamde restaurants. Een van de belangrijkste redenen van de bekendheid van Sherman Oaks is de aanwezigheid van de Sherman Oaks Galerij; een overdekt winkelcentrum, de ontmoetingsplaats van de Valley Girls, een jaren 80 cultureel label, dat bekendheid kreeg met de film uit 1983 Valley Girl en een liedje van dezelfde naam door Frank Zappa Ook is een gedeelte van de film Fast Times at Ridgemont High hier gefilmd.

## Media
Sherman Oaks heeft een aantal verwijzingen in de media:
- De sitcom Sherman Oaks uit 1990, over een welvarende plasticsche chirurg en zijn familie in Sherman Oaks.
- Gedeelten van Buffy the Vampire Slayer en Desperate Housewives zijn hier gefilmd.

## Bekende inwoners
Door de jaren hebben verschillende bekende mensen gewoond in Sherman Oaks, zoals
- Paula Abdul (1962), zangeres

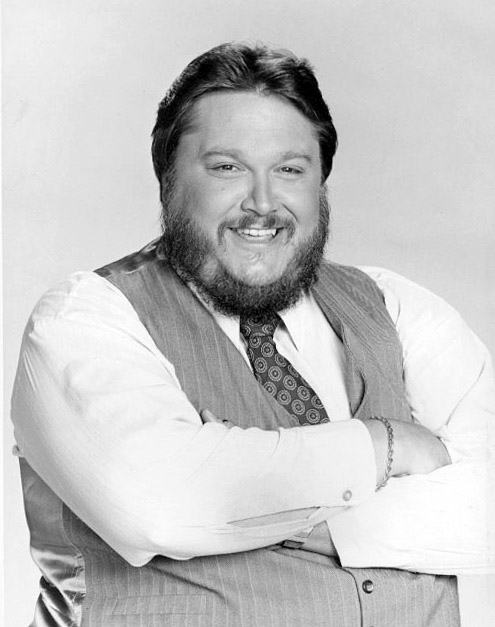
Dennis Burkley

- Jennifer Aniston (1969), actrice (geboren in Sherman Oaks)
- Rachel Bilson (1981), actrice
- Dennis Burkley (1945–2013), acteur
- Joseph Campanella (1924–2018), acteur
- James Dean (1931–1955), acteur
- Shannen Doherty (1971–2024), actrice
- Kirsten Dunst (1982), actrice
- Rami Malek (1981), acteur
- Conchata Ferrell (1943-2020), actrice
- Oliver Hardy (1892–1957), cabaretier
- David Hasselhoff (1952), acteur
- Tobe Hooper (1943–2017), filmregisseur
- Marsha Hunt (1917-2022), actrice
- Inez James (1919–1993), filmcomponist
- Demi Lovato (1992), zangeres
- Marilyn Monroe (1926–1962), actrice/model
- Mr. T (1952), acteur
- Mary-Kate Olsen (1986), actrice (geboren in Sherman Oaks)
- Ashley Olsen (1986), actrice (geboren in Sherman Oaks)
- Elizabeth Olsen (1989), actrice (geboren in Sherman Oaks)
- Buddy Pepper (1922–1993), acteur en songwriter
- P!nk (1979), zangeres
- Snoop Dogg (1971), rapper
- Barbra Streisand (1942), zangeres/actrice
- Angela Visser (1966), Miss Universe 1989